# Лаури (Минесота)
Лаури (енгл. Lowry) град је у америчкој савезној држави Минесота.

## Демографија
По попису из 2010. године број становника је 299, што је 28 (10,3%) становника више него 2000. године.
| Група             | 2000.       | 2010.       |
| Белци             | 262 (96,7%) | 292 (97,7%) |
| Афроамериканци    | 0 (0,0%)    | 0 (0,0%)    |
| Азијати           | 0 (0,0%)    | 0 (0,0%)    |
| Хиспаноамериканци | 2 (0,7%)    | 1 (0,3%)    |
| Укупно            | 271         | 299         |